# 韋塔比特崖
71°31′S 68°14′W / 71.517°S 68.233°W
韋塔比特崖（英語：Waitabit Cliffs）是南極洲的懸崖，位於亞歷山大一世島東岸，處於水星冰川終點以北6公里，全長6公里，在1935年11月23日由美國的探險家發現。